# Молодотудское сельское поселение
Молодоту́дское се́льское поселе́ние — муниципальное образование, существовавшее в 2006-2019 гг. в составе Оленинского района Тверской области .
Центр поселения — село Молодой Туд.
Образовано в 2005 году, включило в себя территорию Молодотудского и Отрадновского сельских округов. Упразднено с 29.12.2019 г., в связи с преобразованием Оленинского района в Оленинский муниципальный округ. С 01.01.2021 г. в границах бывшего Молодотудского сельского поселения создано Молодотудское территориальное управление Оленинского муниципального округа.

## Географические данные
- Общая площадь: 312,5 км²
- Нахождение: северо-восточная часть Оленинского района.
  - Граничит:
    - на севере — с Селижаровским районом, Оковецкое СП
    - на востоке — с Ржевским районом, СП Шолохово и СП Чертолино
    - на юге — с Глазковским СП
    - на западе — с Холмецким СП

Основная река — Тудовка.

## Население
| 2010 | 2011 | 2012 | 2013 | 2014 | 2015 | 2016 |
| ---- | ---- | ---- | ---- | ---- | ---- | ---- |
| 1000 | ↘994 | ↘973 | ↘971 | ↘919 | ↘916 | ↘863 |
| 2017 | 2018 | 2019 | 2020 |      |      |      |
| ↘850 | ↘835 | ↘804 | ↘781 |      |      |      |

Население на 2008 год — 1250 человек.
В прошлом жители этой местности отличались в этнографическом плане от населения других частей Ржевского уезда (смотри Тудовляне).

## Населенные пункты
На территории поселения находятся 45 населенных пунктов:
| №  | Населённый пункт | Тип     | Население |
| -- | ---------------- | ------- | --------- |
| 1  | Берёзка          | деревня | 9         |
| 2  | Болховка         | деревня | 0         |
| 3  | Большие Бредники | деревня | 28        |
| 4  | Бортники         | деревня | 5         |
| 5  | Бочково          | деревня | 9         |
| 6  | Брюханово        | деревня | 0         |
| 7  | Бурцево          | деревня | ↘13       |
| 8  | Волково          | деревня | 10        |
| 9  | Глыздино         | деревня | 11        |
| 10 | Дубовик          | деревня | 1         |
| 11 | Зайцево          | деревня | 0         |
| 12 | Зобово           | деревня | 0         |
| 13 | Зуево            | деревня | 0         |
| 14 | Иванищево        | деревня | 0         |
| 15 | Казаково         | деревня | 0         |
| 16 | Калинино         | деревня | 0         |
| 17 | Киселево         | деревня | 0         |
| 18 | Коршуны          | деревня | 1         |
| 19 | Линьково         | деревня | 8         |
| 20 | Лисино           | деревня | 0         |
| 21 | Малые Бредники   | деревня | 1         |
| 22 | Мармузы          | деревня | 0         |
| 23 | Мишуково         | деревня | 0         |
| 24 | Молодой Туд      | село    | ↘736      |
| 25 | Морщиково        | деревня | 0         |
| 26 | Оболонная        | деревня | 1         |
| 27 | Отрадное         | деревня | ↘115      |
| 28 | Палаткино        | деревня | 6         |
| 29 | Плеханово        | деревня | 0         |
| 30 | Плугино          | деревня | 0         |
| 31 | Появилово        | деревня | 0         |
| 32 | Привалье         | деревня | 1         |
| 33 | Приездово        | деревня | 1         |
| 34 | Солнечное        | деревня | 14        |
| 35 | Сонинка          | деревня | 1         |
| 36 | Станки           | деревня | 16        |
| 37 | Стогоново        | деревня | 0         |
| 38 | Татьянино        | деревня | 0         |
| 39 | Толкачевка       | деревня | 5         |
| 40 | Трунаево         | деревня | 0         |
| 41 | Урдом            | деревня | →0        |
| 42 | Фролово          | деревня | 0         |
| 43 | Хаванское        | деревня | 0         |
| 44 | Хмелевка         | деревня | 0         |
| 45 | Шадовка          | деревня | 0         |

## История
С образованием в 1796 году Тверской губернии территория поселения вошла в Ржевский уезд. После ликвидации губерний в 1929 году территория поселения входила в Западную область (до 1935 г.). В 1936—1958 годах территории поселения входила в Молодотудский район Калининской области. С декабря 1962 по март 1964 входила в Нелидовский район. С 1964 входит в Оленинский район.

## Экономика
Агрофирма «Волга» и СПК «Линьковский».

## Известные люди
В деревне Бортники родился Герой Советского Союза Михаил Александрович Кузьмин.

 В деревне Бурцево родился Герой Советского Союза Павел Степанович Мамкин.

 В исчезнувшей деревне Кобыльница родился Герой Советского Союза Тимофей Петрович Северов.